# Galicea Mare
Galicea Mare es una comuna ubicada en el distrito de Dolj, Rumania.

## Superficie
Posee una superficie de 58,87 kilómetros cuadrados.

## Demografía
Hasta 2021 la población era de 3962 habitantes, con una densidad de población de 67,30 habitantes por kilómetro cuadrado.